# ¡Qué noche la de aquel año!
¡Qué noche la de aquel año! va ser un programa de televisió, estrenat per Televisió espanyola el 12 de juny de 1987 i presentat pel cantant Miguel Ríos.

## Format
El títol del programa fa al·lusió a la popular cançó de The Beatles A Hard Day's Night, que s'havia traduït en el seu moment com a Quina nit la d'aquell dia.
Al llarg de 26 programes es va fer un repàs de la història del pop espanyol, des dels seus orígens a principis dels anys seixanta fins a mitjan dècada dels vuitanta quan es va gravar el programa. Es va dedicar un programa a cada any, començant per 1962 fins a arribar a 1987. Es van recuperar grups i músics que feia temps s'havien retirat del món de la cançó i que gràcies a aquesta iniciativa van desfilar pel plató del programa interpretant els temes que els havien llançat a la fama i que han passat en major o menor mesura a formar part de la història de la música del segle xx a Espanya.

## Equip tècnic
- Direcció: Ramón Pradera.
- Direcció Musical: Miguel Ríos.
- Guions: Diego A. Manrique.
- Producció: Florencio Guerra
- So: José Luis Fernández Rizo
- Edició de vídeo: Juan Carlos Camino, Martín de Campos, Ángel J. Fernández.
- Postproducció digital: Joseba Cuadrado i Alfonso Nieto.

## Llista d'èxits
En cada edició es va fer un repàs de la llista d'èxits dels successius anys repassats. Els temes esmentats en cada programa van ser els següents:
- 1962

1. Chubby Checker - Let's Twist Again
2. Hermanos Rigual - Cuando calienta el Sol
3. Gilbert Becaud - Et maintenant
4. Pat Boone - Speedy González
5. Marisol - Tómbola
6. Dúo Dinámico - Perdoname
7. Rosa Mary i José Guardiola - Di, papá
8. Dúo Dinámico - Balada gitana
9. Lucho Gatica - Moliendo café
10. Elvis Presley - It's now or never
11. Bobby Darin - Cuando llegue septiembre
12. Chubby Checker - Limbo Rock
13. Ray Conniff - Bésame mucho
14. Cliff Richard - The young ones
15. Manolo Escobar - El Porompompero
16. Connie Francis - Linda muchachita
17. Enrique Montoya - Esperanza
18. Paul Anka - Quiéreme muy fuerte
19. Paquito Jerez - En un bote de vela
20. Ricky Nelson - Hello Mary Lou

- 1963

1. Françoise Hardy - Todos los chicos y chicas
2. Enrique Guzmán - Dame felicidad
3. Eydie Gormé - Cúlpale a la bossa nova
4. Adriano Celentano - Preghero
5. Rita Pavone - Cuore
6. Sor Sonrisa - Dominique
7. Luis Aguilé - Dile
8. West Side Story - Maria
9. Sylvie Vartan - El ritmo de la lluvia
10. The Beatles - She Loves You
11. Enrique Guzmán - Cien kilos de barro
12. The Blue Diamonds - Sukiyaki
13. Nico Fidenco - Legata a un granello di sabbia
14. The Tornados -Telstar
15. Elvis Presley - Return to Sender
16. Little Eva - The Loco-Motion
17. Petula Clark - Chariot
18. Los TNT - 500 millas
19. Johnny Hallyday - Da Dou Ron Ron
20. Ray Charles - What'd I say

- 1964

1. Gigliola Cinquetti - No tengo edad
2. Les Surfs - Tú serás mi baby
3. Alain Barriere - Ma vie
4. The Beatles - A hard day's night
5. Charles Aznavour - La Mamma
6. Mina - Ciudad solitaria
7. Gino Paoli - Sapore di sale
8. Les Surfs - Ahora te puedes marchar
9. The Beatles - Twist and Shout
10. Sylvie Vartan - Si canto
11. Trini López - If I had a hammer
12. Mikaela - El toro y la luna
13. Sylvie Vartan - La plus belle pour aller danser
14. Luis Aguilé - Fanny
15. Charles Aznavour - Et pourtant
16. Mike Ríos - ¡Oh, mi señor!
17. Los Pekenikes - Los cuatro muleros
18. Wilma Goich - He sabido que te amaba
19. Nico Fidenco - Contigo en la playa
20. The Animals - The house of the rising sun

- 1965

1. Jimmy Fontana - El mundo
2. Johnny & Charley - La Yenka
3. Los Brincos - Flamenco
4. France Gall - Poupée de cire, poupée de son
5. Karina - Me lo dijo Pérez
6. Conchita Velasco - La chica ye-yé
7. Petula Clark - Downtown
8. Charles Aznavour - Venecia sin ti
9. The Rolling Stones - (I can't get no) Satisfaction
10. The Beatles - Help!
11. Los Brincos - Borracho
12. Salvatore Adamo - Mis manos en tu cintura
13. Familia Telerín - Vamos a la cama
14. The Beatles - Ticket to ride
15. Guy Mardel - Jamás, jamás
16. Pino Donaggio - Yo que no vivo sin ti
17. Los Sírex - Si yo tuviera una escoba
18. Dúo Dinámico - Esos ojitos negros
19. Los Quandos - El Quando
20. Tom Jones - It's Not Unusual

- 1966

1. Los Bravos - Black is black
2. Raphael - Yo soy aquel
3. Frank Sinatra - Strangers in the Night
4. Christophe - Aline
5. The Beatles - Yesterday
6. Hervé Villard - Capri c'est fini
7. Los Brincos - Un sorbito de champagne
8. Luis Aguilé - Juanita Banana
9. The Beatles - Yellow submarine
10. Caterina Caselli - Ninguno me puede juzgar
11. Nancy Sinatra - These Boots Are Made for Walkin'
12. Los Brincos - Mejor
13. The Beatles - Michelle
14. Los Pekenikes - Hilo de seda
15. Sandie Shaw - Mañana
16. The Mamas & The Papas - Monday, Monday
17. Dúo Dinámico - Como ayer
18. Roy Etzel - El silencio
19. Raphael - El tamborilero
20. Marisol - El cochecito

- 1967

1. Sandie Shaw - Puppet on a String
2. Richard Anthony - Aranjuez, mon amour
3. Los Brincos - Lola
4. Los Bravos - La moto
5. Juan y Junior - La caza
6. Procol Harum - A whiter shade of pale
7. Four Tops - Reach out, I'll be there
8. Los Bravos - Los chicos con las chicas
9. Scott McKenzie - San Francisco
10. Juan y Junior - Nos falta fe
11. Massiel - ¡Aleluya!
12. The Beatles - All you need is love
13. Raphael - Hablemos del amor
14. The Beach Boys - Good Vibrations
15. Bee Gees - Massachusetts
16. Michel Polnareff - Love me please, love me
17. The New Vaudeville Band - Winchester Cathedral
18. The Beatles - Sgt. Pepper's Lonely Hearts Club Band
19. Palito Ortega - La felicidad
20. Joan Manuel Serrat - Canço de matinada

- 1968

1. Massiel - La, la, la
2. Tom Jones - Delilah
3. Cliff Richard - Congratulations
4. The Beatles - Hey Jude
5. Los Canarios - Get On Your Knees
6. Juan y Junior - Anduriña
7. Pic-Nic - Cállate, niña
8. Mary Hopkin - Qué tiempo tan feliz
9. Los Bravos - Bring a little lovin'
10. Miguel Ríos - El río
11. Julio Iglesias - La vida sigue igual
12. Karina - Romeo y Julieta
13. Luis Aguilé - Cuando salí de Cuba
14. Pop Tops - Oh Lord, why Lord
15. Tommy James & The Shondells - Mony, Mony
16. The Moody Blues - Nights in white satin
17. Patty Pravo - La bámbola
18. The Bar-Kays - Soul Finger
19. The Rolling Stones - Jumping Jack Flash
20. Los Ángeles - Mañana, mañana

- 1969

1. Los Payos - María Isabel
2. Karina - Las flechas del amor
3. Matt Monro - Alguien cantó
4. Barry Ryan - Eloíse
5. The Archies - Sugar, sugar
6. Miguel Ríos - Himno a la alegría
7. Fórmula V - Cuéntame
8. Joan Manuel Serrat - Cantares
9. Víctor Manuel - Paxarinos
10. The Beatles - Ob-La-Di, Ob-La-Da
11. Mike Kennedy - La lluvia
12. Matt Monro - No puedo quitar mis ojos de ti
13. Jean-Jacques Bertolai - Mama
14. Nuestro Pequeño Mundo - Sinner man
15. Georgie Dann - Casatschok
16. Voces Amigas - Canta con nosotros
17. Fórmula V - Tengo tu amor
18. Elvis Presley - In the ghetto
19. The Beatles - Get back
20. Nada - Hace frío ya

- 1970

1. Los Diablos - Un rayo de sol
2. Shocking Blue - Venus
3. Simon & Garfunkel - Bridge over troubled water
4. Mungo Jerry - In the summertime
5. Julio Iglesias - Gwendolyne
6. Santana - Jingo
7. The Beatles - Let it be
8. Módulos - Todo tiene su fin
9. Andrés do Barro - Corpiño xeitoso
10. Christie - Yellow river
11. Joan Manuel Serrat - Como un gorrión
12. Simon & Garfunkel - Cecilia
13. Nino Bravo - Te quiero, te quiero
14. Kerouacs - Isla de Wight
15. María Ostiz - N'a veiriña do mar
16. Led Zeppelin - Whole lotta love
17. Víctor Manuel - Quiero abrazarte tanto
18. Shocking Blue - Never marry a railroad man
19. Mari Trini - Cuando me acaricias
20. Agua Viva - Poetas andaluces

- 1971

1. Tony Ronald - Help! Ayúdame
2. George Harrison - My sweet lord
3. José Feliciano - ¿Qué será?
4. Peret - Borriquito
5. Pop Tops - Mamy Blue
6. Los Diablos - Fin de semana
7. Joan Manuel Serrat - Fiesta
8. Middle of the Road - Chirpy Chirpy Cheep Cheep
9. Andy Williams - Love story
10. Danyel Gérard - Butterfly
11. Danny & Donna - El vals de las mariposas
12. The Dawn - Candida
13. Christie - San Bernardino
14. Paul McCartney - Another day
15. Domenico Modugno - La lontananza
16. Lynn Anderson - Rose garden
17. Carole King - You've got a friend
18. The Rolling Stones - Brown sugar
19. Pedro Ruy-Blas - A los que hirió el amor
20. Lee Marvin - Wand'rin star

- 1972

1. Camilo Sesto - Algo de mí
2. Andy Williams - El padrino
3. Mari Trini - Yo no soy esa
4. Gilbert O'Sullivan - Alone again (Naturally)
5. Jeanette - Soy rebelde
6. Joan Manuel Serrat - Mediterráneo
7. Demis Roussos - When I am a kid
8. Hot Butter - Popcorn
9. John Lennon - Imagine'
10. Micky - El chico de la armónica
11. Redbone - The witch queen of New Orle'ans
12. Giorgio - Son of my father
13. Tony Christie - Is this the way to Amarillo
14. Harry Nilsson - Without you
15. America - A horse with no name
16. Los Diablos - Oh, oh, July
17. Daniel Boone - Beautiful Sunday
18. El violinista en el tejado - If I were a rich man
19. Tony Ronald - I love you baby
20. La Compañía - El soldadito

- 1973

1. Nino Bravo - América, América
2. Camilo Sesto - Amor..., amar
3. Fórmula V - Eva María
4. Santa Bárbara - Charly
5. Mocedades - Eres tú
6. Demis Roussos - Velvet mornings
7. Nino Bravo - Libre
8. Roberto Carlos - El gato que está triste y azul
9. Albert Hammond - It never rains on southern California
10. Emilio José - Soledad
11. Deodato - Así hablo Zaratustra
12. Roberta Flack - Killing me softly
13. Manolo Escobar - Y viva España
14. Suzi Quatro - Can the can
15. Gilbert O'Sullivan - Clair
16. Elton John - Daniel
17. Lucio Battisti - Il mio canto libero
18. The Dawn - Tie a yellow ribbon
19. Carly Simon - You're so vain
20. Wings - My love

- 1974

1. Las Grecas - Te estoy amando locamente
2. Love Unlimited Orchestra - Love's theme
3. Mocedades - Tómame o déjame
4. Camilo Sesto - Ayudadme
5. Roberto Carlos - La distancia
6. MFSB - The sound of Philadelphia
7. Fórmula V - La fiesta de Blas
8. George McCrae - Rock your baby
9. Juan Bau - La estrella de David
10. Mike Oldfield - Tubular bells
11. Peret - Canta y sé feliz
12. Los Diablos - Acalorado
13. Vicente Fernández - Volver, volver
14. Suzi Quatro - 48 Crash
15. ABBA - Waterloo
16. The Rolling Stones - Angie
17. Danny Daniel - Por el amor de una mujer
18. Demis Roussos - Someday, somewhere
19. James Brown - Sex machine
20. The Sweet - Ballroom blitz

- 1975

1. Riccardo Cocciante - Bella sin alma
2. Manolo Otero - Todo el tiempo del mundo
3. Georgie Dann - El bimbó
4. Camilo Sesto - Melina
5. Barry White - You're the first, my last, my everything
6. Paco de Lucía - Entre dos aguas
7. Jesucristo Superstar - Jesus Christ Superstar
8. Camilo Sesto - ¿Quieres ser mi amante?
9. Desmadre 75 - Saca el güisqui, cheli
10. Gloria Gaynor - Never can say goodbye
11. Morris Albert - Feelings
12. Juan Carlos Calderón - Bandolero
13. Cecilia - Un ramito de violetas
14. Paper Lace - The night Chicago died
15. Sergio y Estíbaliz - Tú volverás

- 1976

1. Sandro Giacobbe - El jardín prohibido
2. Albert Hammond - Échame a mi la culpa
3. Lolita Flores - Amor, amor
4. Silver Convention - Fly, robin, fly
5. Miguel Gallardo - Hoy tengo ganas de ti
6. Camilo Sesto - Jamás
7. Brotherhood of Man - Save your kisses for me
8. Bob Dylan - Hurricane
9. Fernando Esteso - La Ramona
10. La Charanga del Tío Honorio - Hay que laválo
11. ABBA - Fernando
12. Tina Charles - I love to love
13. Jarcha - Libertad sin ira
14. Pepe da Rosa - Los cuatro detectives
15. Pablo Abraira - O tú, o nada

- 1977

1. Boney M - Daddy Cool
2. The Eagles - Hotel California
3. Miguel Bosé - Linda
4. Pablo Abraira - Gavilán o paloma
5. Laurent Voulzy - Rockollection
6. Al Stewart - Year of the cat
7. The Manhattan Transfer - Cuéntame
8. Carlos Mejía Godoy y Los De Palacagüina - Son tus perjúmenes mujer
9. Chicago - If you leave me now
10. Supertramp - Even in the quietest moments...
11. Baccara - Yes Sir, I can boogie
12. Boney M - Ma Baker
13. Raffaella Carrá - Fiesta
14. Micky - Enséñame a cantar
15. Peter Frampton - Show me the way

- 1978

1. Bee Gees - Stayin' alive
2. Umberto Tozzi - Te amo
3. John Travolta i Olivia Newton-John - You're the one that I want (Grease)
4. Boney M - Rivers of Babylon
5. Richard Clayderman - Ballade pour Adeline
6. Daniel Magal - Cara de gitana
7. Bonnie Tyler - It's a heartache
8. Matia Bazar - Sólo tú
9. Elsa Baeza - Credo
10. Los Amaya - Vete
11. Café Creme - Unlimited citations
12. Laredo - El último guateque
13. Rocío Dúrcal - Fue tan poco tu cariño
14. Miguel Bosé - Anna
15. Santana - Flor de luna

- 1979

1. Rod Stewart - Da ya think I'm sexy?
2. Supertramp - Breakfast in America
3. Patrick Hernández - Born to be alive
4. Víctor Manuel - Sólo pienso en ti
5. Bee Gees - Too much heaven
6. Village People - Y.M.C.A.
7. Los Pecos - Acordes
8. Ana Belén - Agapimú
9. ABBA - Chiquitita
10. Miguel Bosé - Super Superman
11. Electric Light Orchestra - Shine a little love
12. José Luis Perales - Me llamas
13. Gloria Gaynor - I will survive
14. Triana - Sombra y luz
15. Jackson Browne - Stay

- 1980

1. Buggles - Video killed the radio star
2. Julio Iglesias - Hey
3. Pink Floyd - Another brick on the wall
4. Olivia Newton-John - Xanadú
5. Los Pecos - Háblame de ti
6. Bob Dylan - Man gave names to all the animals
7. The Police - Message in a bottle
8. Miguel Bosé - Bravo muchachos
9. Sugarhill Gang - Rapper's delight
10. Boney M - El Lute
11. Bob Marley - Could you be loved
12. Village People - Can't stop the music
13. Triana - Un encuentro
14. Miguel Ríos - Santa Lucía
15. Tequila - Dime que me quieres

- 1981

1. Julio Iglesias - De niña a mujer
2. Joan Manuel Serrat - Esos locos bajitos
3. Orquesta Mondragón - Caperucita feroz
4. John Lennon - (Just like) Starting over
5. Barbra Streisand - Woman in love
6. Pino D'Angiò - Ma quale idea
7. José Luis Perales - Te quiero
8. Juan Pardo - No me hables
9. Electric Light Orchestra - Hold on tight
10. Robert Palmer - Johnny and Mary
11. Kim Carnes - Bette Davis eyes
12. Gilbert O'Sullivan - What's in a kiss
13. Orchestral Manoeuvres In The Dark - Enola Gay
14. Mecano - Hoy no me puedo levantar
15. Lio - Amoreux solitaires

- 1982

1. Miguel Ríos - Bienvenidos
2. Mecano - Me colé en una fiesta
3. Nikka Costa - On my own
4. The Alan Parsons Project - Eye in the sky
5. Mocedades - Amor de hombre
6. Imagination - Just an illusion
7. Orchestral Manoeuvres In The Dark - Souvenir
8. Los Pecos - Que no lastimen a tu corazón
9. Paloma San Basilio - Juntos
10. Julio Iglesias - No me vuelvo a enamorar
11. Alaska y los Pegamoides - Bailando
12. Paul McCartney i Stevie Wonder - Ebony and ivory
13. The Human League - Don't you want me
14. Orquesta Mondragón - Bésame tonta
15. Barón Rojo - Resistiré

- 1983

1. Irene Cara - What a feeling
2. Mike Oldfield - Moonlight shadow
3. The Police - Every breath you take
4. La Trinca - Quesquesé se merdé
5. Joan Manuel Serrat - Cada loco con su tema
6. Musical Youth - Pass the Dutchie
7. Irene Cara - Fame
8. Miguel Ríos - Rock de una noche de verano
9. Tino Casal - Embrujada
10. Eddy Grant - I don't wanna dance
11. Rod Stewart - Baby Jane
12. David Bowie - Let's dance
13. Gazebo - I like Chopin
14. Eurythmics - Sweet dreams (Are made of this)
15. Daryl Hall & John Oates - Maneater

- 1984

1. Michael Jackson - Thriller
2. Stevie Wonder - I just called to say I love you
3. La Unión - Lobo hombre en París
4. Lionel Richie - All night long
5. Julio Iglesias i Diana Ross - All of you
6. Ana Belén - Solo le pido a Dios
7. Michael Jackson i Paul McCartney - Say, say, say
8. Miguel Bosé - Sevilla
9. Alphaville - Big in Japan
10. Frankie Goes To Hollywood - Relax
11. Break Machine - Street Dance
12. Queen - I want to break free
13. Tina Turner - What's love got to do with it?
14. Culture Club - The war song
15. Prince - Purple rain

- 1985

1. Alaska y Dinarama - Cómo pudiste hacerme esto a mí
2. Dire Straits - Brothers in arms
3. USA for Africa - We are the world
4. Stevie Wonder - Part-time lover
5. Opus - Live is life
6. Madonna - Like a virgin
7. Limahl - Never ending story
8. Videokids - Woodpeckers from space
9. Miguel Bosé - Amante bandido
10. Ray Parker Jr. - Ghostbusters
11. Baltimora - Tarzan boy
12. Hombres G - Venezia
13. Duran Duran - The wild boys
14. Eurythmics - There must be an angel (Playing with my heart)
15. A-Ha - Take on me

- 1986

1. Ana Belén i Víctor Manuel - La puerta de Alcalá
2. Jennifer Rush - The power of love
3. Mecano - Cruz de navajas
4. Modern Talking - Brother Louie
5. Hombres G - El ataque de las chicas cocodrilo
6. Lionel Richie - Say you, say me
7. Spagna - Easy lady
8. Wax - Right between the eyes
9. Madonna - Papa don't preach
10. Eartha Kitt - This is my life
11. Queen - A kind of magic
12. Bruce Springsteen - Born in the USA
13. Talking Heads - Wild wild life
14. Alaska y Dinarama - A quién le importa
15. Katrina & The Waves - Sun Street

- 1987

1. The Communards - Don't leave me this way
2. U2 - With or without you
3. Europe - The final countdown
4. Desireless - Voyage, voyage
5. Julio Iglesias - Un hombre solo
6. Mecano - No es serio este cementerio
7. Joaquín Sabina - Así estoy yo sin ti
8. Hombres G - Una mujer de bandera
9. Duncan Dhu - Cien gaviotas
10. Joan Manuel Serrat - Bienaventurados
11. Michael Jackson - Bad
12. Nana Mouskouri - Libertad
13. The Bangles - Walk like an egyptian
14. Madonna - True blue
15. Orquesta Mondragón - Ellos las prefieren gordas

## Artistes invitats
- 12 de juny de 1987 - 1962
  - Enrique Guzmán
- 23 de juny de 1987 - 1963
  - Micky y los Tonys
- 30 de juny de 1987 - 1964
  - El Dúo Dinámico
- 7 de juliol de 1987 - 1965
  - Los Bravos
- 14 de juliol de 1987 - 1966
  - Estudiantes
- 21 de julio de 1987 - 1967 - 1968
  - Massiel
- 4 d'agost de 1987 - 1969 - 1970
  - Tony Ronald
- 1 de setembre de 1987- 1971
  - Maria del Mar Bonet
  - Joan Manuel Serrat
- 8 de setembre de 1987 - 1972 - 1973
  - Rosa León
  - Víctor Manuel
- 22 de setembre de 1987 - 1974 - 1975
  - Paco de Lucía
- 29 de setembre de 1987 - 1976 - 1977
  - Duncan Dhu
  - Los Rebeldes
- 6 d'octubre de 1987 - 1978 - 1979
  - Ramoncín
  - Kiko Veneno
- 13 d'octubre de 1987 - 1980
  - Nacha Pop
  - Los Secretos
- 20 d'octubre de 1987 (1981)
  - La Orquesta Mondragón
  - Loquillo y los Trogloditas
- 27 d'octubre de 1987 (1982)
  - Barón Rojo
  - Mecano
- 3 de novembre de 1987 (1983)
  - Ilegales
  - Luz Casal
  - Alaska y Dinarama
- 10 de novembre de 1987 - 1984
  - Radio Futura
- 17 de novembre de 1987 - 1985
  - Gabinete Caligari
- 24 de novembre de 1987 - 1986
  - Joaquín Sabina
  - El Último de la Fila
- 1 de desembre de 1987 - 1987
  - Martirio
  - Rey Lui
  - La Frontera
- 8 de desembre de 1987 - 1987
  - Los Toreros Muertos
  - Los Ronaldos
  - Danza Invisible

## Premis
- Premis Ondas 1987 (Nacionals de Televisió).